# Deutsche Seemannsmission

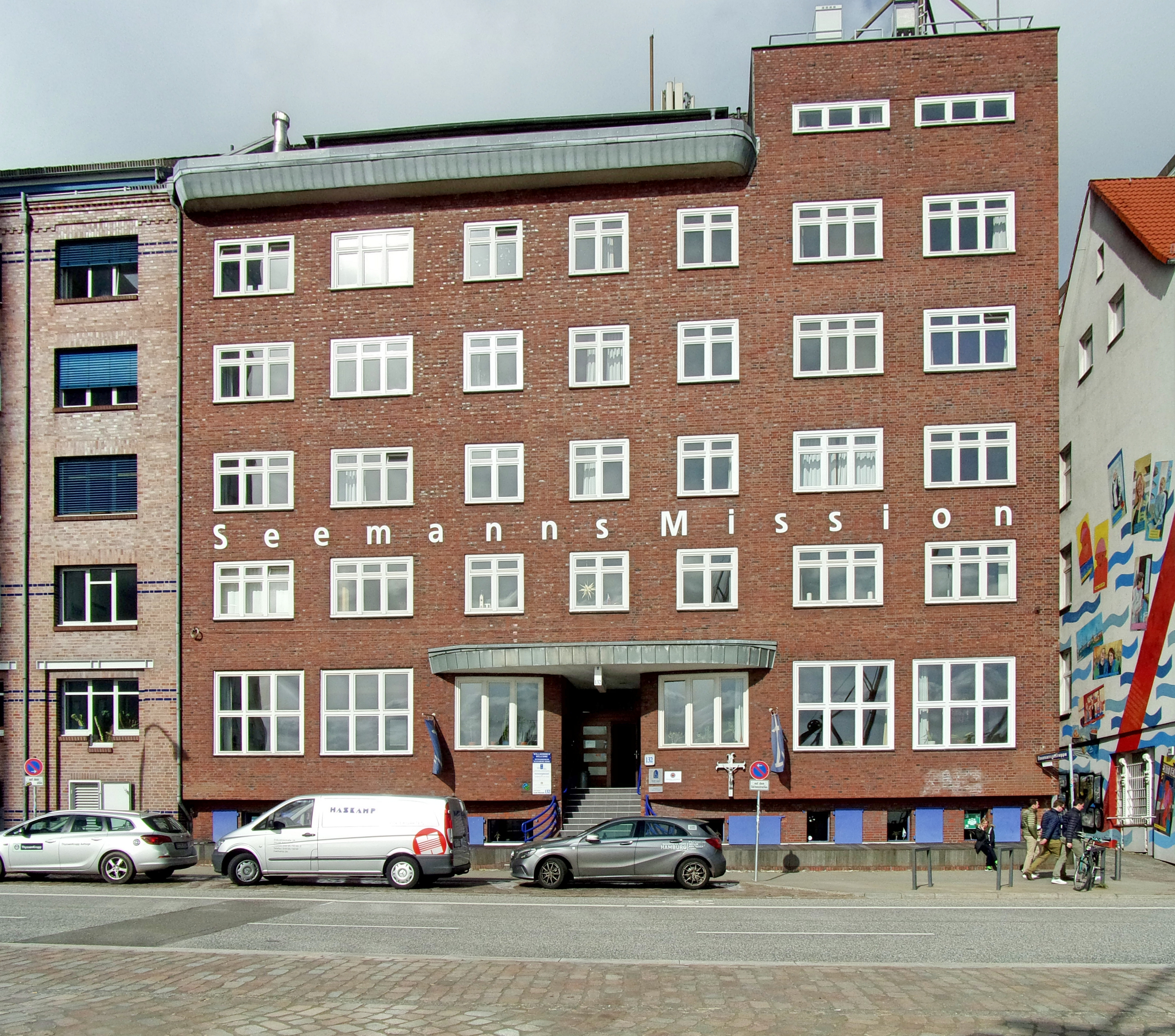
Seemannsheim Hamburg-Altona der Deutschen Seemannsmission

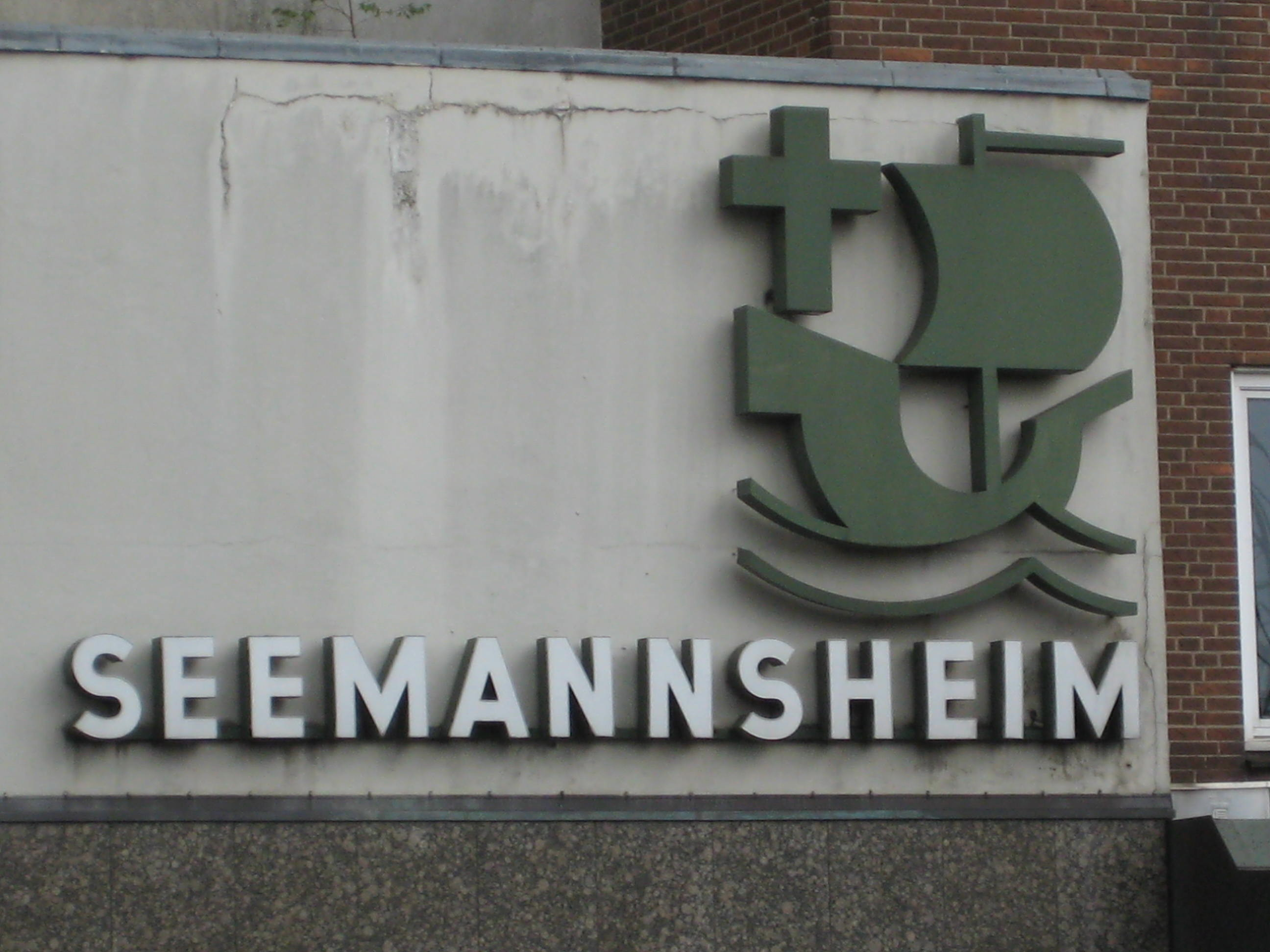
Früheres Logo der Deutschen Seemannsmission am ehemaligen Seemannsheim in Lübeck, An der Untertrave

Die Deutsche Seemannsmission e. V. (DSM) ist eine evangelische Seelsorge- und Sozialeinrichtung für Seeleute. Sie betreibt mit ihren Mitgliedsvereinen 33 Stationen im In- und Ausland, in denen über 700 haupt- und ehrenamtliche Mitarbeiter tätig sind. Vereinssitz und Geschäftsstelle des Vereins sind in Hamburg. Die DSM gehört der International Christian Maritime Association an und ist laut Satzung dem Evangelischen Werk für Diakonie und Entwicklung als Fachverband angeschlossen.
Die Deutsche Seemannsmission sieht sich als „Fürsprecher der Seeleute und macht durch Lobbyarbeit auf die oft schwierigen Arbeitsbedingungen der Seeleute aufmerksam“. Sie versteht sich zudem als Kontaktstelle und Vermittler zwischen Seeleuten und Reedern sowie zwischen Schiffsbesatzungen und Hafenarbeitern.

## Geschichte

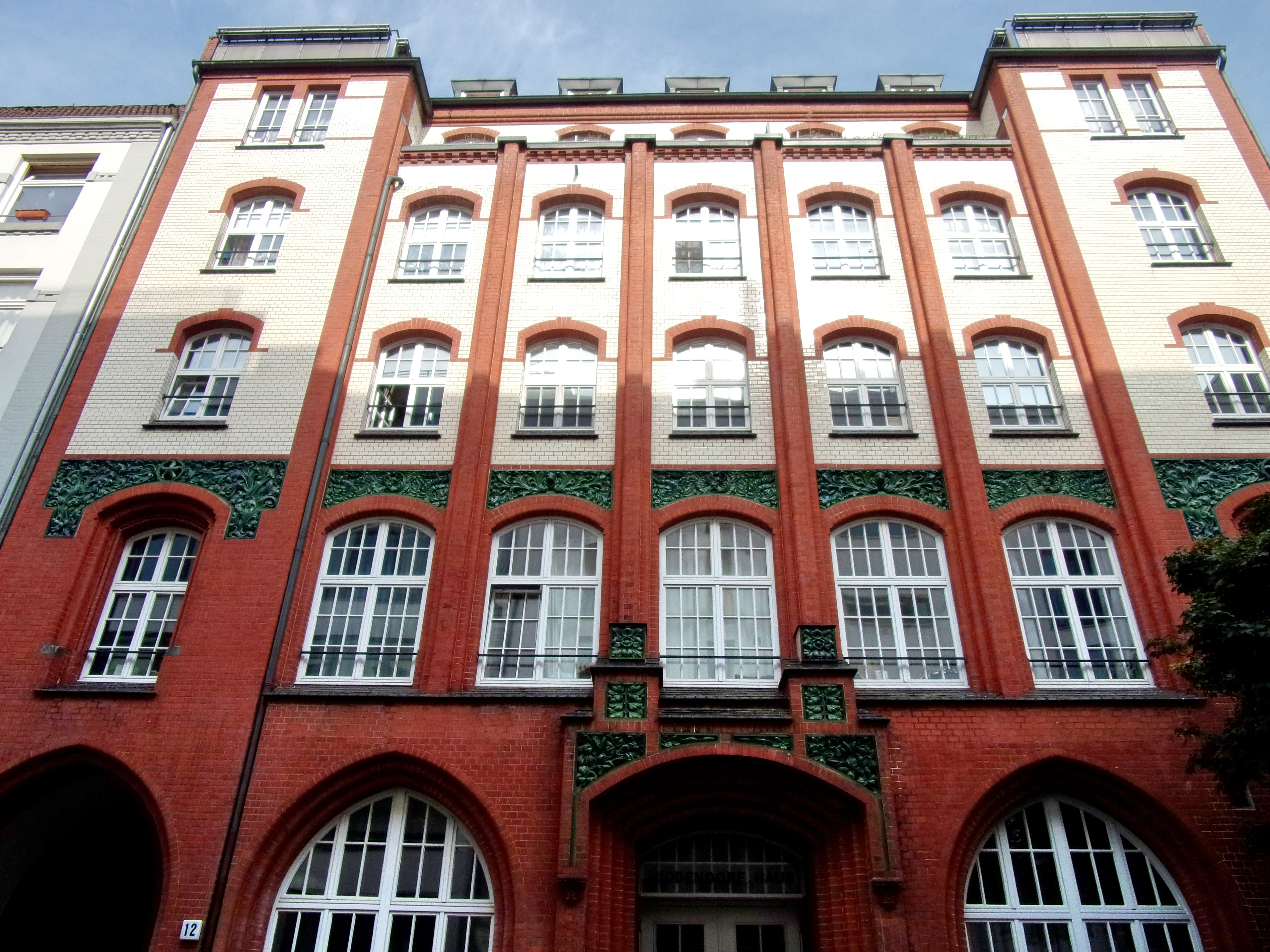
Altes Seemannsheim Wolfgangsweg in Hamburg (1906–1958)

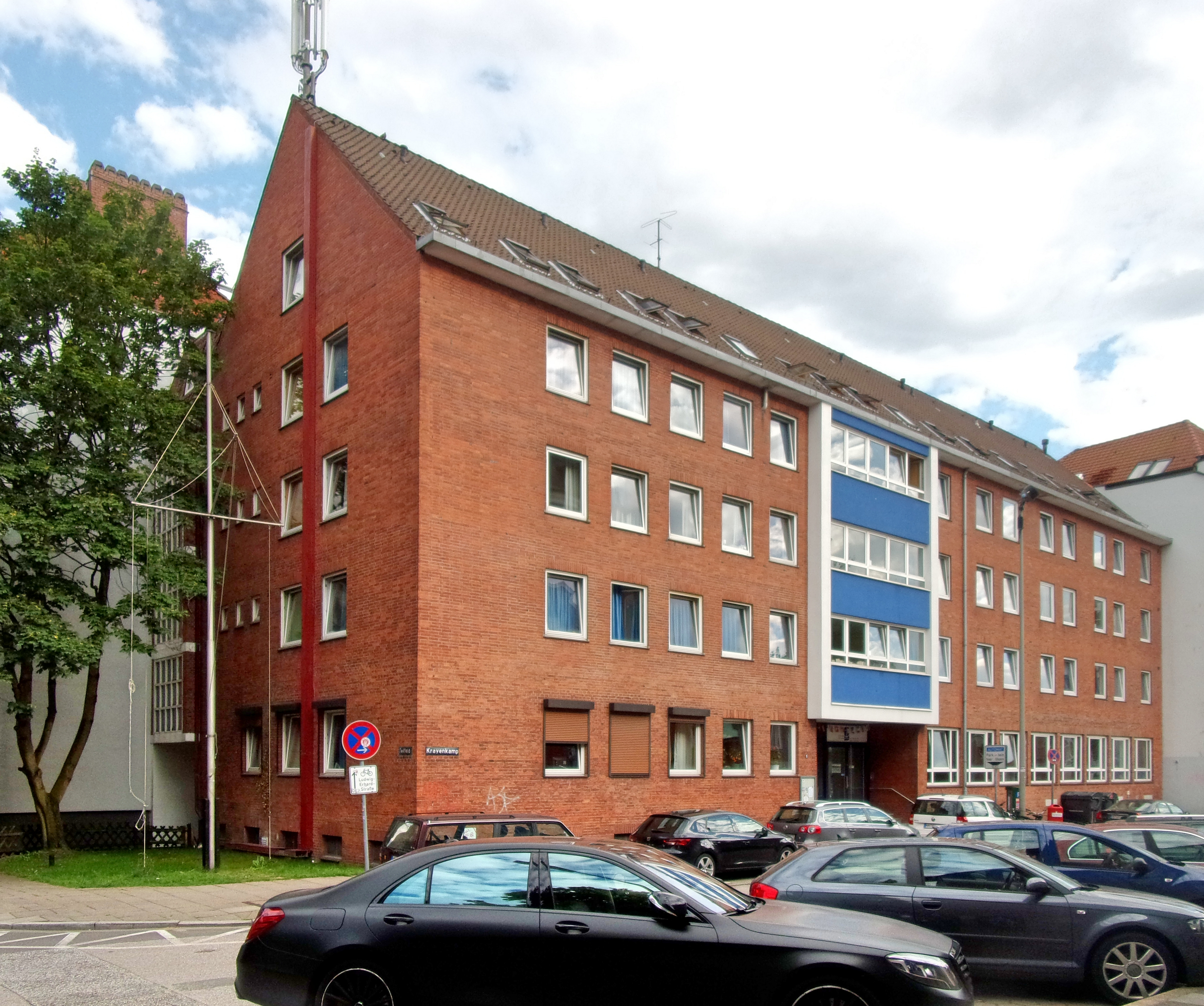
Neues Seemannsheim Hamburg am „Michel“ (seit 1959)

Die ersten Seemannsmissionen entstanden zu Anfang des 19. Jahrhunderts zunächst in England. 1848 forderte Johann Hinrich Wichern auf dem ersten Evangelischen Kirchentag in Wittenberg die deutschen Kirchen auf, sich der Notleidenden auf allen Gebieten anzunehmen, und sprach in diesem Zusammenhang auch von der „sittlichen Verwahrlosung“ der Matrosen in deutschen und überseeischen Häfen. 1854 entstand in Bremen das erste Seemannsheim zunächst als private Stiftung des Reeders Johann Karl Vietor.
Die eigentliche Initiative zur Gründung einer deutschen Seemannsmission ging jedoch von deutschen Auswanderergemeinden in Großbritannien aus, die die Arbeit der dortigen Missionen kennengelernt und seit den 1870er Jahren vermehrt eigene Schritte auf diesem Gebiet unternommen hatten. 1885 bildeten sechs Lokalkomitees in Liverpool das Generalkomitee für deutsche evangelische Seemannsmission in England und Wales. Im Jahr darauf (1886) folgte in Hannover das Komitee zur kirchlichen Versorgung deutscher Seeleute im Ausland, das hauptsächlich von den lutherischen Landeskirchen getragen wurde. Mit deren Unterstützung wurden bald darauf ein erster hauptamtlicher Seemannspastor bestellt und die ersten Seemannsmissionen auf deutschem Boden gegründet: 1891 in Hamburg, 1896 in Bremerhaven und 1898 in Kiel. Als dritter Verband entstand 1895 in Berlin ein Komitee für Deutsche Evangelische Seemanssmission, das sich auf die preußische Landeskirche stützte und vor allem im Ostseeraum engagierte. Um ihre Aktivitäten besser zu koordinieren und gegenüber staatlichen Stellen gemeinsam aufzutreten, bildeten die drei Komitees 1923 einen „Zweckverband“, aus dem sich im Laufe der Zeit die heutige Dachorganisation entwickelte.
Ab 1933 versuchten die Nationalsozialisten vielerorts, die Kontrolle über die Seemannsheime zu übernehmen und sie in die Deutsche Arbeitsfront einzugliedern. Im Zweiten Weltkrieg wurden – wie schon im Ersten Weltkrieg – viele Stationen im Ausland beschlagnahmt und geschlossen, die in Deutschland wurden vielfach zerstört oder in Lazarette umfunktioniert.
In der Zeit des deutschen Wirtschaftswunders und des damit verbundenen Aufschwungs des deutschen Seehandels wurden in den 1950er und 1960er Jahren zahlreiche Auslandsstationen u. a. in Lomé, Istanbul, Alexandria, Bilbao, Dublin und Kapstadt neu oder wiedereröffnet, deren Baukosten teilweise vom deutschen Auswärtigen Amt getragen wurden.
Seit der Einführung des Containers und der damit verbundenen Verkürzung der Schiffsliegezeiten mussten viele Auslandsstationen jedoch mangels Nachfrage wieder geschlossen werden. Seit einigen Jahren hat die Seemannsmission zudem mit sinkenden Zuschüssen und Spenden zu kämpfen (siehe Abschnitt Finanzierung).

## Struktur

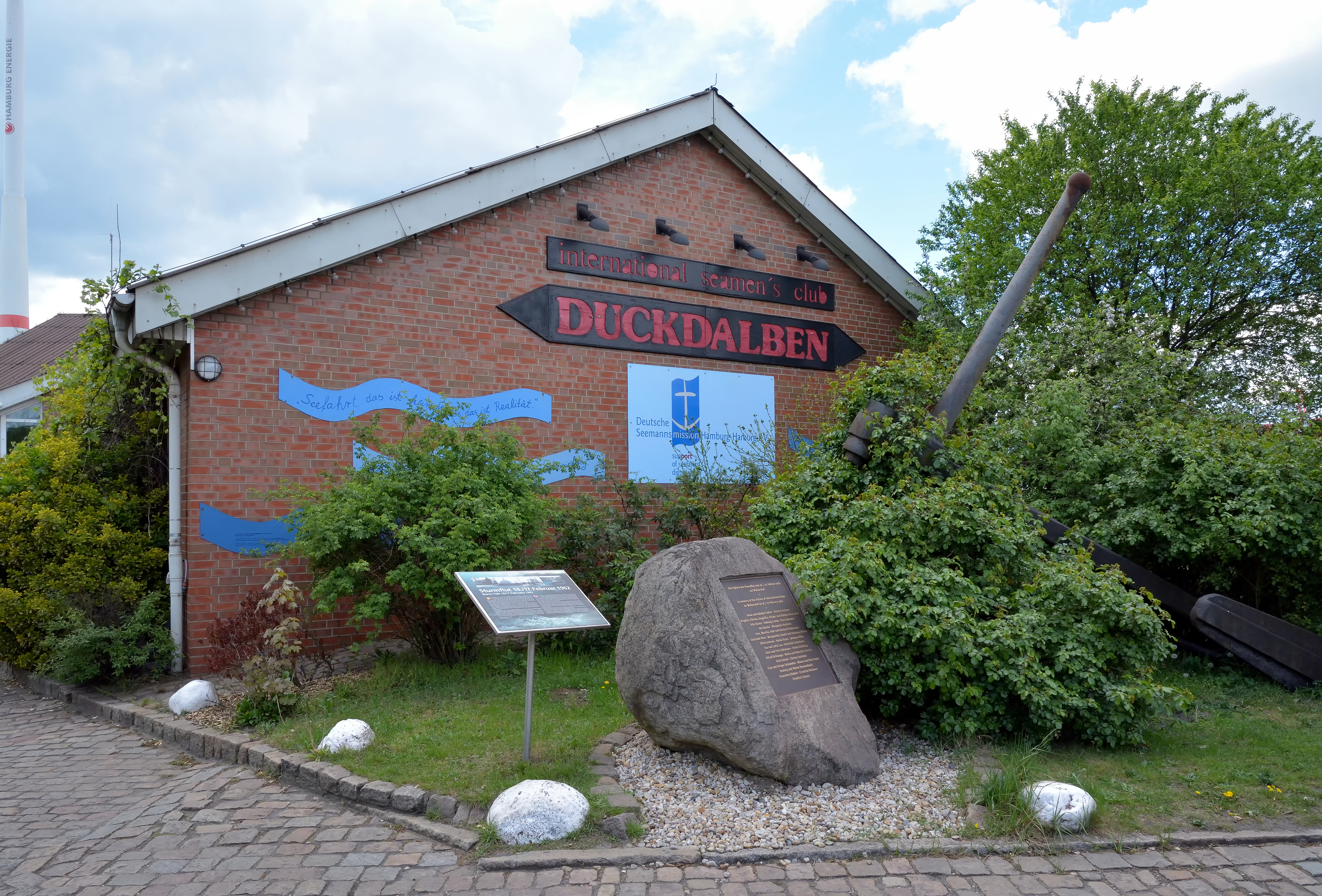
Der Seemannsclub Duckdalben im Hamburger Hafen (Waltershof) der Deutschen Seemannsmission Hamburg-Harburg e. V.

Mitglieder des Vereins Deutsche Seemannsmission e. V. können laut Satzung „alle rechtsfähigen und nicht rechtsfähigen Vereine oder sonstigen Körperschaften im In- und Ausland sein, die evangelische Seemannsmission als diakonisch-missionarischen Dienst an  Seeleuten und ihren Angehörigen an ihrem jeweiligen Ort betreiben“. Die einzelnen Stationen werden zumeist von lokalen Vereinen getragen, die ihrerseits Mitglied im DSM-Dachverband sind.

### Seemannsheime, Clubs und Lounges
Klassische Seemannsheime mit Übernachtungsmöglichkeit gibt es heute nur noch an größeren Standorten. Die meisten Standorte sind Tageseinrichtungen (Seemannsclubs), in denen Seeleute sich während ihres Landganges stundenweise aufhalten können. Speziell für Seeleute auf Kreuzfahrtschiffen gibt es seit einiger Zeit die sogenannten Seafarers' Lounges (derzeit in Hamburg und Kiel). Sie sind direkt in die Kreuzfahrtterminals integriert, so dass die Seeleute sie aufsuchen können, ohne die übliche Sicherheitskontrolle passieren zu müssen.
Zum Angebot aller Standorte gehören typischerweise kleinere Einkaufsmöglichkeiten, Erwerb von Telefonkarten, Erledigung von Geldgeschäften (Überweisungen usw.), Aufenthaltsräume mit kostenlosen Heißgetränken, Kickern, Billard und der Möglichkeit zur Nutzung von Internet und E-Mail sowie kleine Bibliotheken. Teilweise wird auch kostenlose medizinische Betreuung angeboten.

### Personal, Seemannspastoren, Diakone

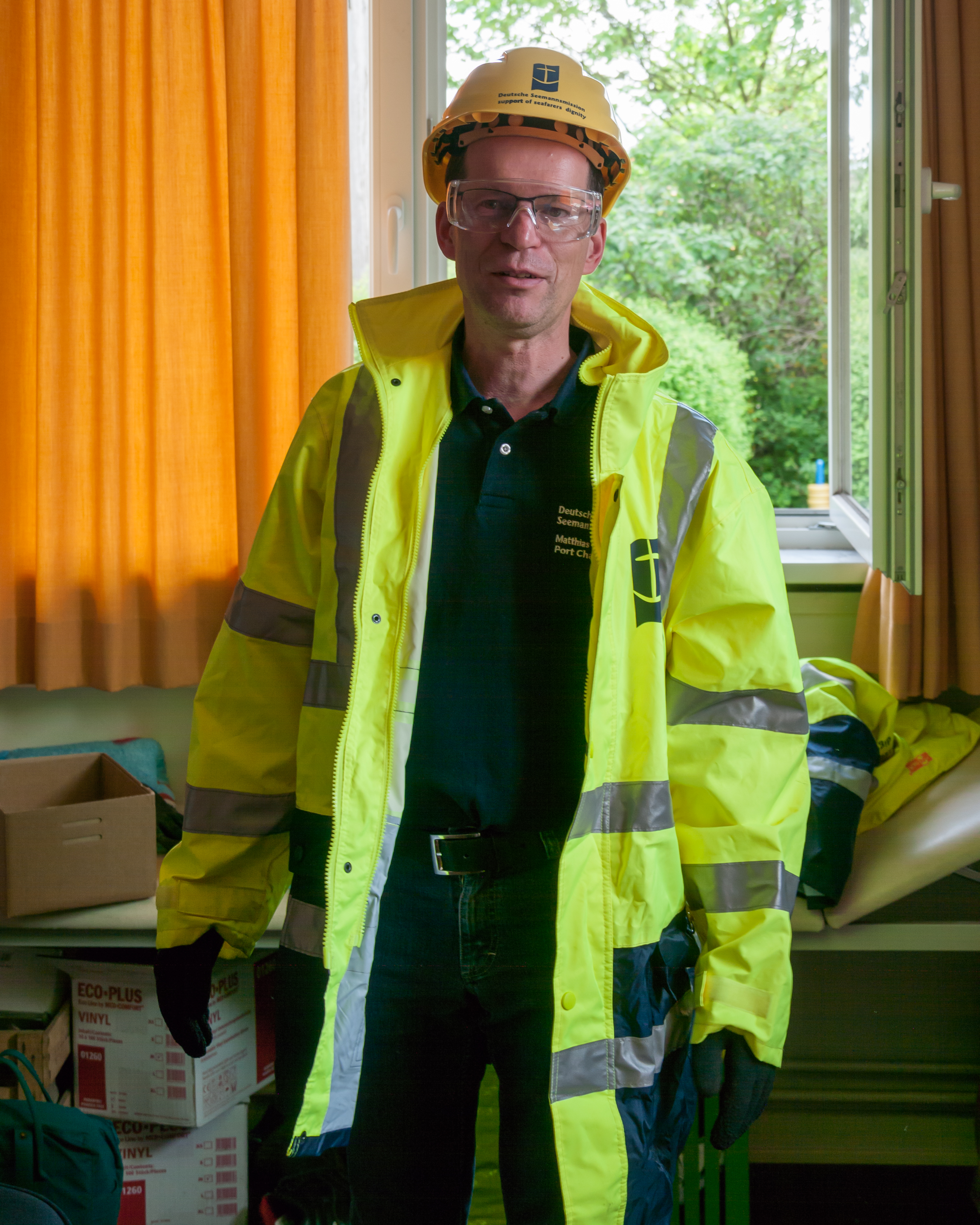
Seemannspastor in Schutzkleidung für Bordbesuche

Die Missionen werden von Seemannspastoren (port chaplain) oder Diakonen bzw. Diakoninnen geführt. Aktuell leitet der Pastor Matthias Ristau die Organisation als Generalsekretär. Häufig arbeiten in den Einrichtungen auch Sozialarbeiter und verwandte Berufsgruppen mit sowie Menschen, die einen Bundesfreiwilligendienst (früher Zivildienst) oder ein Freiwilliges Soziales Jahr ableisten. Das Personal in den Auslandsstationen besteht meist aus Einheimischen. Ein großer Teil der Arbeit wird zudem durch ehrenamtliche Helfer geleistet. Alle Pastoren und Diakone treffen sich alle vier Jahre in Deutschland zum Erfahrungsaustausch.

### Finanzierung
Die Arbeit der Seemannsmissionen im In- und Ausland wird aus kirchlichen und staatlichen Zuschüssen, eigenen Einnahmen (zum Beispiel aus Zimmervermietungen) sowie aus Spenden finanziert, darunter auch freiwilligen Abgaben der Reedereien. 2017 betrug der Haushalt der DSM rund 2,5 Millionen Euro, aus denen neben 17 Auslandsstellen auch sieben Stellen in der DSM-Geschäftsstelle finanziert wurden. Seit Jahren verzeichnet die DSM jedoch einen deutlichen Rückgang bei den Reederabgaben. Aufgrund sinkender Kirchensteuereinnahmen werden zudem ab 2020 die Zuweisungen der EKD von bisher 1,35 auf eine Million Euro reduziert.

## Stationen

### Deutschland

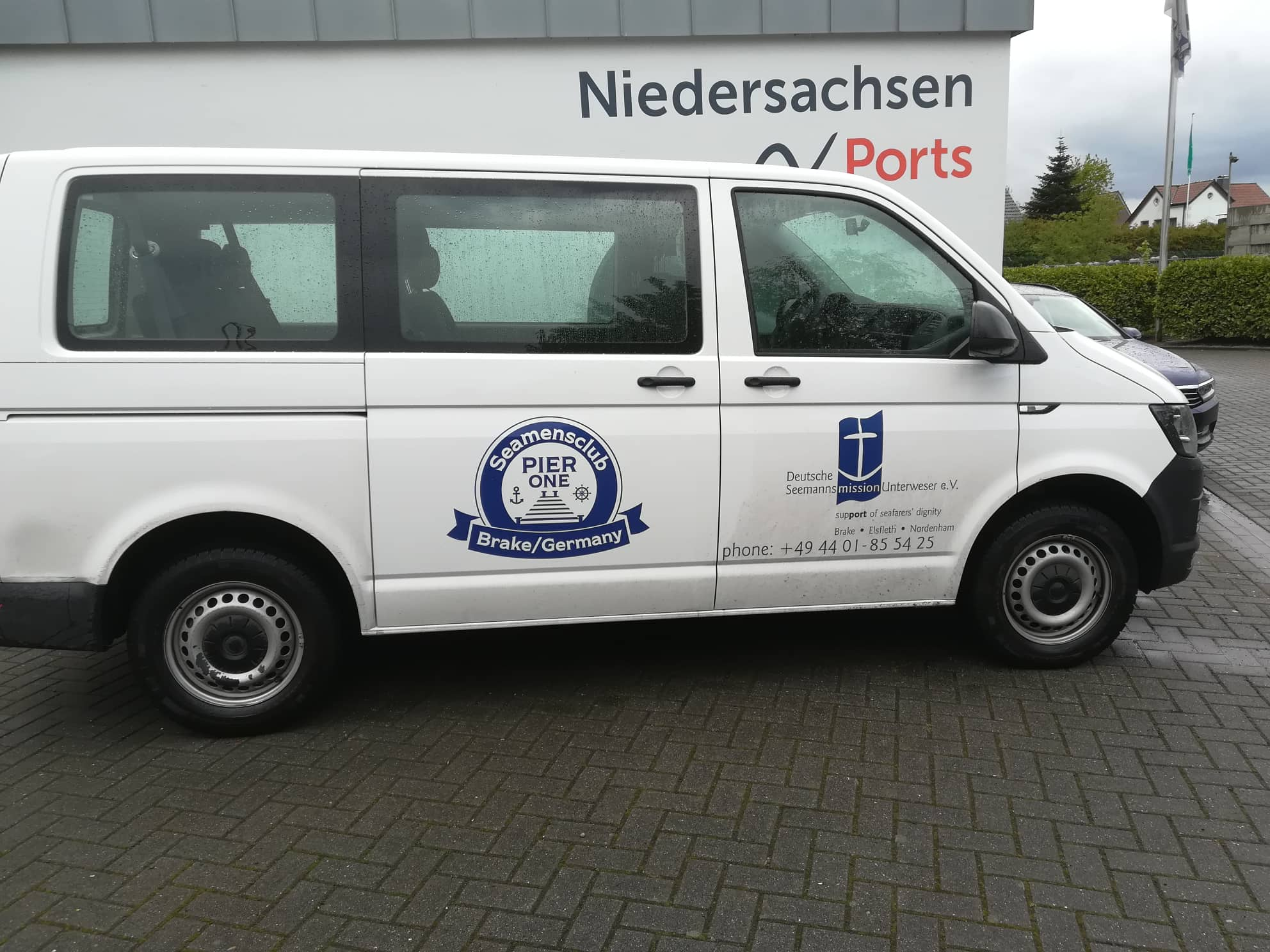
Shuttle-Bus des Braker Seemannsclubs Pier One

- Shuttle-Bus des Braker Seemannsclubs Pier OneBrake – ökumenischer Seemannsclub Pier One (eröffnet 2006 von der DSM Unterweser e. V. in Zusammenarbeit mit der Katholischen Seemannsmission Stella Maris). Zuvor gab es seit 1958 ein Seemannsheim mit 40 Plätzen.[12][13]
- Bremen – Seemannsclub der Bremer Seemannsmission e. V. Das 1956 erbaute Seemannsheim wurde 2017 geschlossen.[14]
- Bremerhaven – Seemannsclub Welcome (seit 1992) und Seemannsheim Schifferstraße (eröffnet 1900, Neubau 1950 und 2013 renoviert), ein weiteres Seemannsheim Fischereihafen bestand von 1913 bis 1979/80 im Fischereihafen[15]
- Seemannsmission Brunsbüttel – 1958 gegründeter Seemannsclub der DSM Westküste e. V., seit 2013 besteht eine weitere Außenstelle in Glückstadt[16]
- Seemannsmission Cuxhaven – Station der DSM Hannover e. V., heutiges Seemannsheim besteht seit 1978, nachdem das seit 1921 bestehende größere Haus 1973 aufgegeben werden musste[17]
- Duisburg – Evangelischer Binnenschifferdienst mit Kirchenboot „Johann Hinrich Wichern“, das frühere „Haus der Schiffergemeinde“ wurde 2015 geschlossen[18]

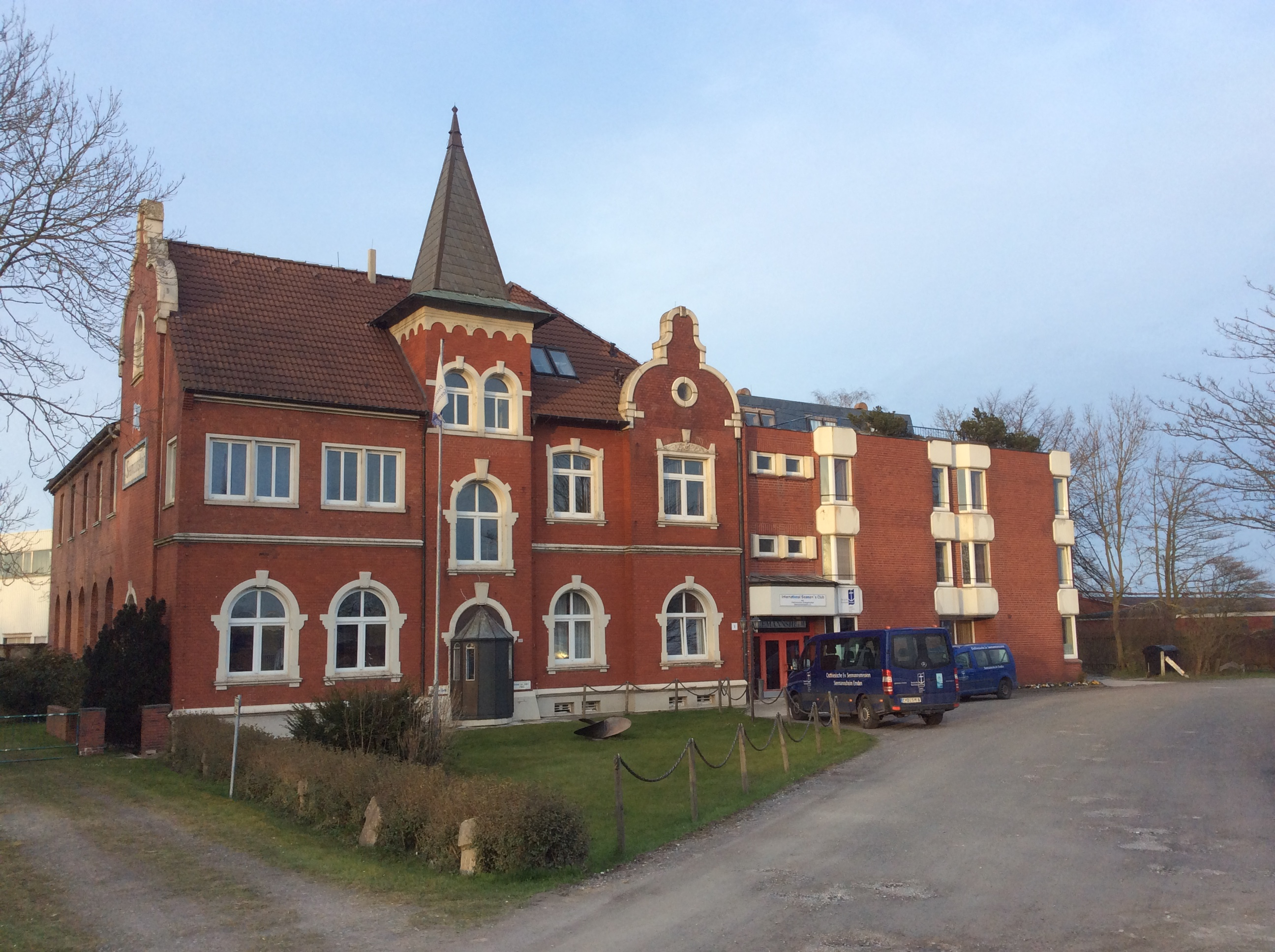
Seemannsmission Emden

- Emden – Ostfriesische Evangelische Seemannsmission e. V. mit 1904 eröffnetem Seemannsheim am Außenhafen[19]
- In Hamburg gibt es aus historischen Gründen drei Missionsvereine mit jeweils eigenen Einrichtungen:
  - DSM Hamburg-Altona e. V. (gegr. 1898, Seemannsheim von 1930 mit Club, dem Seemannspfarramt der Nordkirche und Seemannskirche St. Clemens am ehemaligen Fischereihafen Altona)
  - DSM Hamburg-Harburg e. V. (gegr. 1910, früher mit Seemannsheim in der Harburger Wallstraße, seit 1986 Seemannsclub Duckdalben in Waltershof)
  - DSM in Hamburg r. V. (älteste deutsche Mission, gegr. 1891, seit 1959 Seemannsheim und Club neben der Hauptkirche St. Michaelis)
  - Die Seafarers’ Lounges in den drei Hamburger Kreuzfahrtterminals Altona, HafenCity und Steinwerder werden von den Vereinen in Altona und Harburg gemeinsam betreut[7]

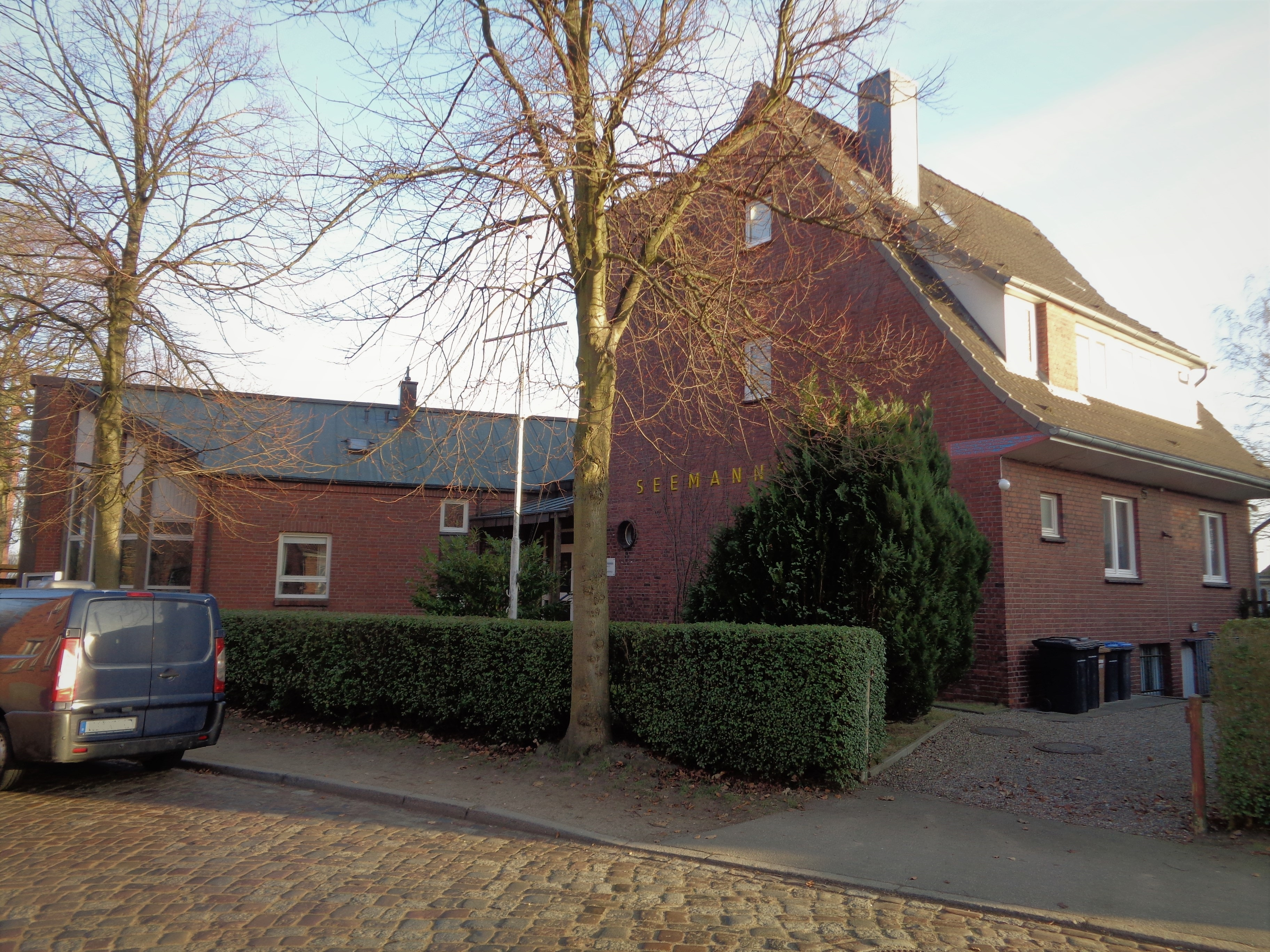
Seemannsheim Kiel

- Kiel – Seemannsmission Kiel, gegründet 1898, zwei Seemannsheime in Holtenau, Seemannsclub Baltic Poller im Ostuferhafen, Seafarers’ Lounge am Cruise Terminal[20]
- Lübeck – Seemannsmission Lübeck gegr. 1906, das 1913 eröffnete Seemannsheim An der Untertrave wurde 2011 geschlossen und für den Neubau des Hansemuseums abgerissen, stattdessen besteht seit 2010 der Seemannsclub Sweder-Hoyer auf dem Gelände der früheren Flender-Werft[21]
- Rostock – gegr. 1991, Seemannsclub Hollfast (Deutsche Seemannsmission Rostock e. V.)
- Sassnitz – gegr. 1994, bis 2013 im Grundtvighaus, seit 2016 Seemannsclub Rügen-Anker im Fährhafen Sassnitz-Mukran (Sassnitzer Seemannsmission e. V.)[22][23][24]

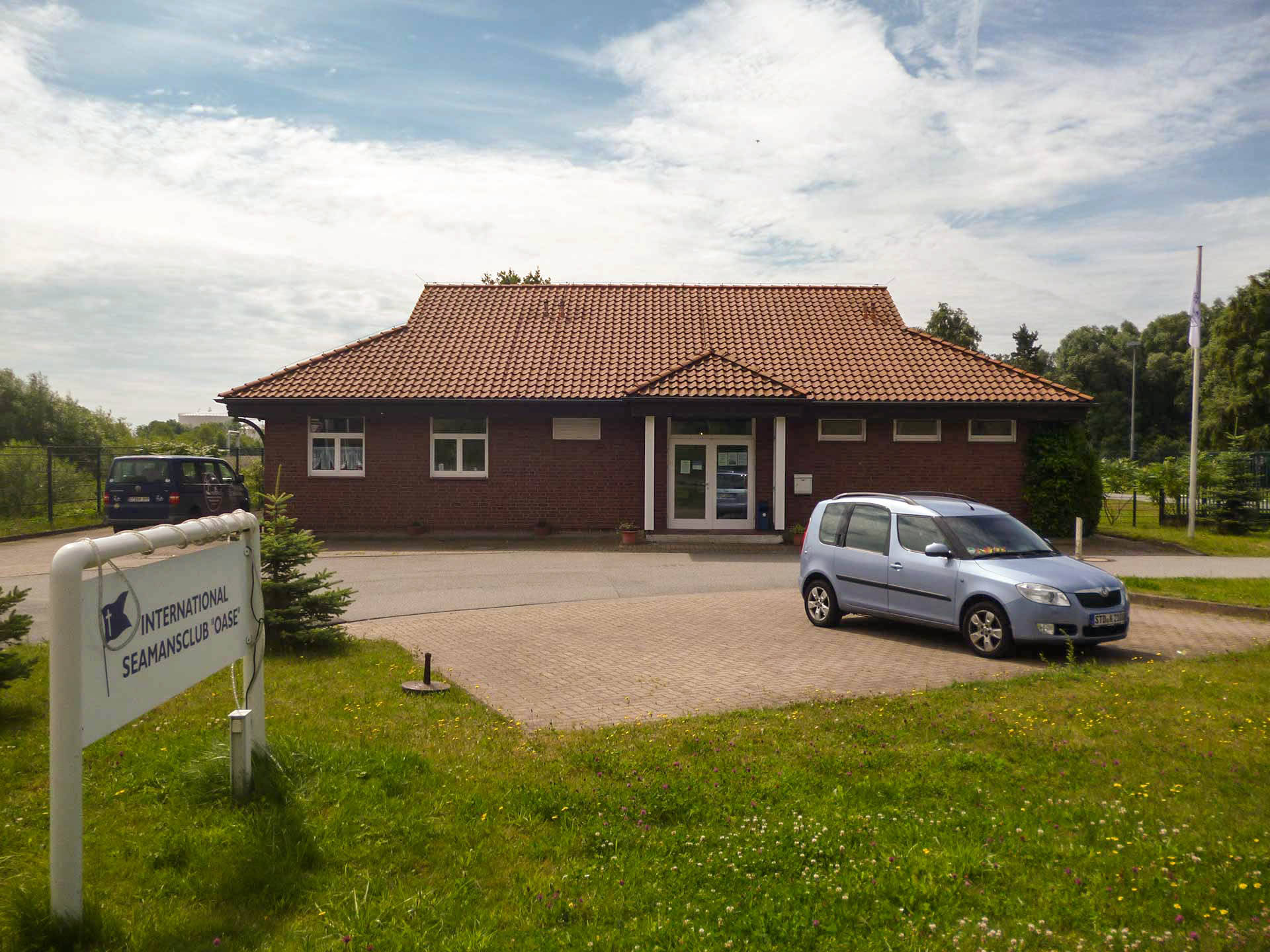
Seemannsclub Oase in Stade-Bützfleth

- Stade-Bützfleth – Seemannsclub Oase gegründet 1986 und seit 1995 am heutigen Standort[25]
- Wilhelmshaven – gegr. 1959, Seemannsheim und mobile Arbeit[26]

### Europa

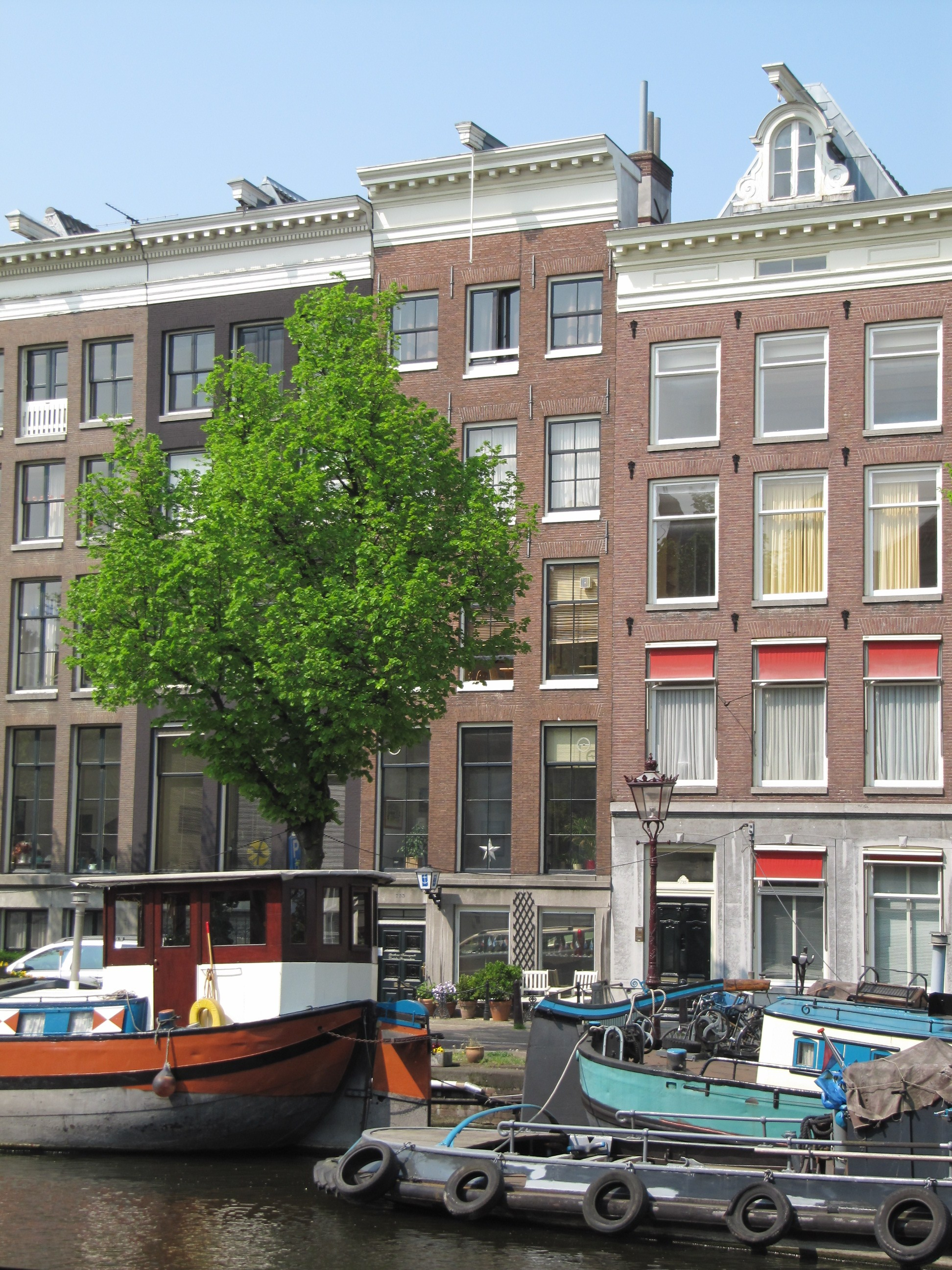
Seemannsmission in Amsterdam (mit Stern im Fenster)

- Seemannsmission in Amsterdam (mit Stern im Fenster)Amsterdam (Niederlande) – gegr. 1888, seit 1954 Gästehaus in der Keizersgracht 733, dazu mobile Arbeit[27]
- Antwerpen (Belgien) – gegr. 1890, vor dem Zweiten Weltkrieg mit eigenem Heim, heute beteiligt am ökumenischen Antwerp Seafarers' Centre[28]
- Genua (Italien) – seit 1892
- Le Havre (Frankreich)
- London (Großbritannien) – seit 1886, früher mit eigenem Seemannsheim, heute in Kooperation mit anderen Partnern[29]
- Middlesbrough (Großbritannien) – von 1880 bis 1914 und wieder seit 1958
- Piräus (Griechenland)

- Rotterdam (Niederlande) – seit 1890, früher mit eigenem Seemannsheim, heute in Kooperation mit Partnern[30]

### Afrika
- Alexandria (Ägypten)
- Douala (Kamerun)
- Durban (Südafrika) – seit 1962, bis 2017 mit eigenem Seemannsheim, seither mobile Arbeit[31]
- Lomé (Togo) – seit 1965 Seemannsheim und -club „Foyer des Marins“

### Amerika

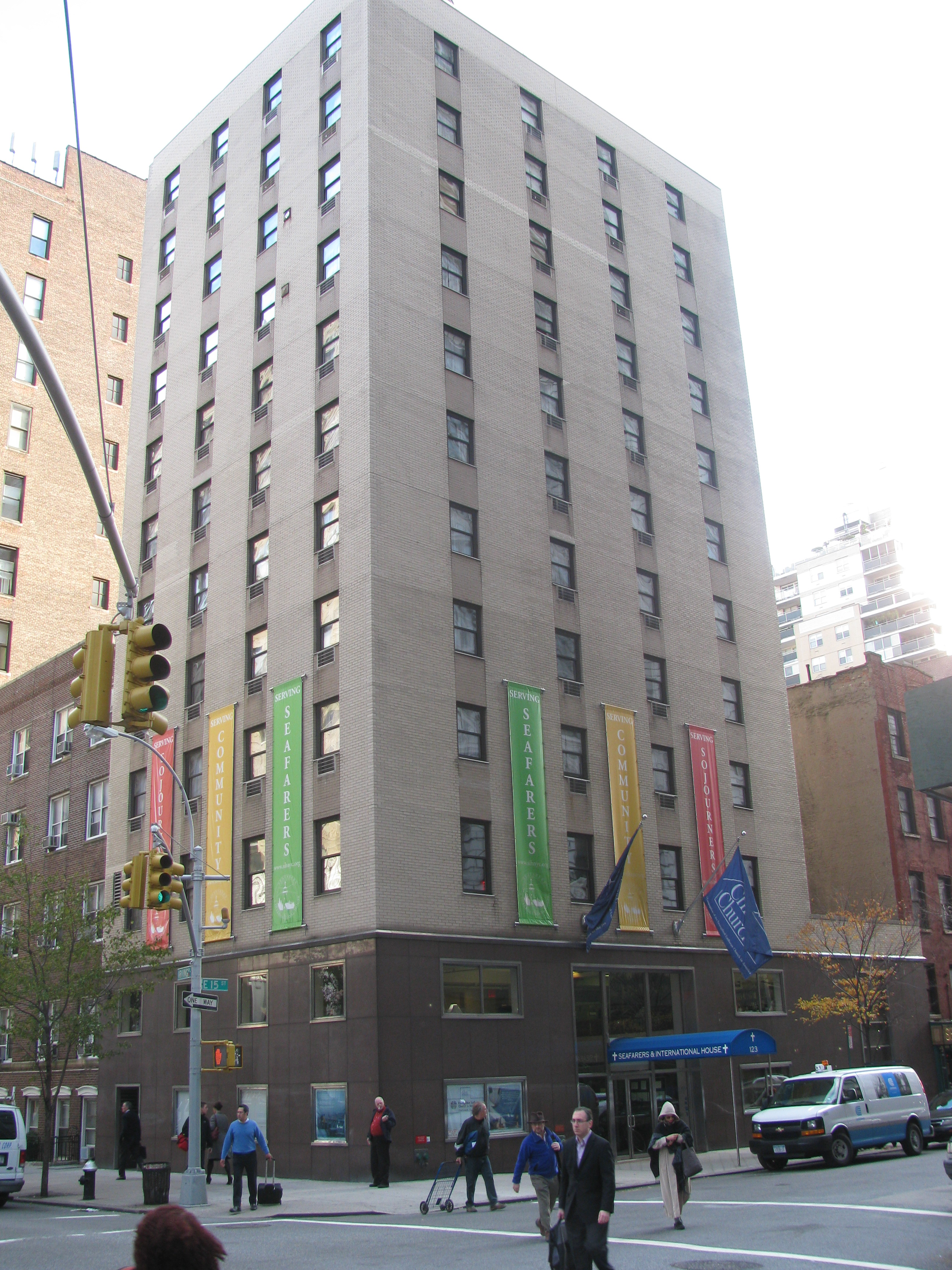
Seafarers & International House in New York, seit 1983 auch Sitz der Deutschen Seemannsmission

- Seafarers & International House in New York, seit 1983 auch Sitz der Deutschen SeemannsmissionNew York (USA) – seit 1907 zunächst in Hoboken (New Jersey), seit 1983 im Seafarers & International House in der 15. Straße in der Nähe des Union Square[32], dazu mobile Mission in umliegenden Häfen[33]
- Santos (Brasilien) – seit 1912, heute gemeinsames Seemannsheim mit der kath. Seemannsmission Stella Maris[34]
- Panama[35]

### Asien
- Hongkong (China)
- Singapur – in Kooperation mit der Lutheran Church in Malaysia and Singapore[36]

### Ehemalige Stationen
- Nordsee: Büsum, Helgoland, Nordenham
- Ostsee: Flensburg, Stettin, Danzig, Gdingen, Königsberg, Memel, Riga, Tallinn, St. Petersburg, Helsinki, Turku, Stockholm, Göteborg, Malmö, Kopenhagen
- Großbritannien und Irland: Aberdeen, Belfast, Bristol, Cardiff, Dublin, Dundee, Edinburgh, Glasgow, Grimsby, Hartlepool, Hull, Liverpool, Manchester, Newcastle, South Shields, Sunderland
- Südeuropa/Mittelmeer: Barcelona, Bilbao, Haifa, Konstantinopel/Istanbul, Lissabon, Livorno, Marseille, Neapel
- Nord- und Südamerika: Baltimore, Philadelphia, Portland, San Francisco, Buenos Aires, Montevideo
- Kapstadt, Shanghai, Jakarta